# 吴玺 (外交官)
吴玺（1968年1月—），女，浙江宁波人，中华人民共和国外交官，曾任中华人民共和国驻新西兰特命全权大使，外交部领事司司长。现任中共中央台灣工作辦公室、國務院台灣事務辦公室副主任兼發言人。

## 生平
毕业于外交学院。1990年，进入中华人民共和国外交部工作，先后在外交部北美大洋洲司、驻伊拉克大使馆、驻澳大利亚大使馆任职。2007年，任驻澳大利亚大使馆参赞。2010年，任外交部北美大洋洲司参赞。2011年，升任外交部北美大洋洲司副司长。2013年，任驻美国大使馆公使、副馆长。2018年4月，出任中华人民共和国驻新西兰大使兼驻库克群岛、纽埃大使。2021年11月，自驻新西兰大使离任，改任外交部领事司司长。2024年4月，调任国务院台湾事务办公室副主任。

## 家庭
有一子。